# 书面语
书面语是一種透過文字系統來表達的語言，以书写及阅读來傳達意義。書面語是一種人為發明下的產物，基於某個特定的口语之後發展出來，因此沒有任何一種自然語言是只有書面語而沒有口語的。幼童不需要經過主動學習，只要生活在以口語對話的社會環境中，就能夠自然學會口語；但是必須透過教育手段，經過識字及閱讀、寫作課程後，幼童才能夠學會書面語。
由於書面語是人們在文本上交流所使用的語言，相對於口語，有其內在的穩定性。這體現在空間與時間兩個跨度上：
- 在空間跨度上，儘管各地方言迥異，口語大不相同，甚至可能使用不同的語言，但卻可以使用相同的書面語言。（例如古代中國文言文在南方、北方的使用及對日、韓等東亞國家的影響）
- 在時間跨度上，儘管口語會以數十或上百年為週期做大的演變，但書面語言在此期間卻只有很小的變化。即使口語消失，成為絕跡語言，只要存在能夠判讀這個文字系統的專家，這種語言仍然可以透過書面語言來保存。（例如文言文)

必須先出現文字系統才可能出現書面語，所以不是所有語言都擁有書面語。书面语不仅可以记录历史上语言的变化，而且随着文字的传播，会将一种语言向其他语言地区扩散，使其他语言范围内受教育的人被另一种书面语影响，而将这种书面语的成分带入口语，影响当地口语的变化，使各种不同语言加快互相融合的速度和范围。

## 中文書面語
在華文世界，春秋時期一直到20世紀規範的「書面語」是文言文，是基於春秋時期的口語（雅言）作基礎發展而成。
明、清兩代也有部分小說，以官話白話文書寫，如《金瓶梅》、《水滸傳》、《紅樓夢》等，是為民間「書面語」，而非官方主流「書面語」。
中國及其他華人群體20世紀沿用至今的「書面語」是基於民國初年之官話（國語）為基礎發展而成的官話白話文，又稱「現代標準漢語」，跟現代的普通話口語略有分別。在中國民間，也有基於各地漢語變體發展出來的白話文。

## 参看
- 文学语言
- 文言文
- 白話文
- 粵語白話文
- 吳語白話文
- 台語白話文